# Pralognan-la-Vanoise
Pralognan-la-Vanoise [praloňan lavanoáz] je francouzská horská obec v departementu Savojsko, regionu Auvergne-Rhône-Alpes, na jihovýchodě Francie. Centrum obce leží v nadmořské výšce asi 1700 m. Obec hostila turnaj v curlingu na zimních olympijských hrách 1992